# E!
E! este un canal de televiziune deținut de Comcast prin NBCUniversal ce difuzează programe despre showbiz-ul american, în principal reality show-uri, știri, emisiuni biografice și transmisiuni în direct de pe covorul roșu de la premiile Oscar, Globul de Aur și Emmy.
E! a început să fie distribuit în România la începutul anilor 2000 pentru o perioadă, ca apoi să revină din 2009, iar din 2015 este transmis și în format HD.